# 核物理大學
朝鮮政府在1980年代在平安北道的寧邊郡建立了核物理大學（Physics College）及寧邊物理專門學校（Yongbyon Physics Junior College），後來升格為大學。主要為朝鮮地區陪訓物理專材，以發展當地的核能發電工業，以解決日漸嚴重的電力短缺。2005年時，學生人數約為1,500名。